# Кушкушара (присілок)
Кушкушара (рос. Кушкушара) — присілок в Приморському районі Архангельської області Російської Федерації.
Населення становить 49 осіб. Входить до складу муніципального утворення Талазьке поселення.

## Історія
Від 2004 року входить до складу муніципального утворення Талазьке поселення.

## Населення
| 2002 | 2010 | 2012 |
| ---- | ---- | ---- |
| 49   | ↘45  | ↗49  |